# James Wilkinson (politico)
James Wilkinson (Benedict, 24 marzo 1757 – Città del Messico, 28 dicembre 1825) è stato un politico e generale statunitense legato a numerosi scandali e controversie.
Prestò servizio nell'Esercito continentale nel corso della guerra d'indipendenza americana, ma fu obbligato per due volte a dare le dimissioni. Fu per due volte comandante generale dell'esercito statunitense, nominato primo governatore del territorio della Louisiana nel 1805, e comandò due fallimentari campagne sul San Lorenzo durante la guerra anglo-americana. Dopo la sua morte si scoprì che era stato un agente pagato dalla corona spagnola.

## Vita personale
James Wilkinson nacque circa 5 km a nordest di Benedict, nella contea di Charles (Maryland), in una fattoria a sud di Hunting Creek. Il nonno era stato abbastanza ricco da acquistare la casa padronale di Stoakley, nella confinante contea di Calvert. La famiglia riteneva che, nonostante la proprietà fosse piccola, facesse comunque parte del ceto sociale alto. James crebbe con l'idea che "l'immagine di rispettabilità scusava la realtà ingannevole". Il padre, Joseph Wilkinson, ereditò la proprietà ma, in quel periodo, la famiglia era indebitata. Nel 1764 la casa di Stoakley era in rovina e fu venduta. Il fratello maggiore Joseph ereditò le proprietà dopo la morte del padre e, essendo il secondogenito, a James non rimase nulla. Nondimeno, le ultime parole di suo padre furono: "Figlio mio, se mai sarete causa di vergogna, vi diserederò". Andro Linklater ritiene che le reazioni aggressive di James alle accuse al suo comportamento dipesero da questo episodio.
James Wilkinson ricevette la prima educazione da un tutore privato pagato dalla nonna. I suoi studi di medicina a Filadelfia presso l'Università della Pennsylvania furono interrotti dalla guerra d'indipendenza americana.
Wilkinson sposò Ann Biddle della famiglia Biddle il 12 novembre 1778 a Filadelfia. Il matrimonio di Wilkinson con la dinastia Biddle ne aiutò la carriera politica e militare.

Ebbero quattro figli, tra cui John (1780–1796), James Biddle (circa 1783 – 17 settembre 1813) e Joseph Biddle (1785-1865).
Dopo la morte di Ann il 23 febbraio 1807, sposò Celeste Laveau Trudeau il 5 marzo 1810, dalla quale ebbe tre figli: le gemelle Stephanie e Theofannie, nate a gennaio del 1816, e Theodore, nato nel 1819. Theofannie, la sua preferita, morì giovane nel 1822.
Morto il 28 dicembre 1825 all'età di 68 anni, fu sepolto a Città del Messico.

## Servizio nella guerra d'indipendenza americana
Wilkinson prestò inizialmente servizio nel battaglione di fucilieri della Pennsylvania di Thompson, 1775–1776, e fu nominato capitano a settembre 1775. Fu aiutante di Nathanael Greene nel corso dell'assedio di Boston, partecipò al posizionamento dei cannoni a Dorchester Heights nel marzo 1776 e, dopo l'abbandono britannico di Boston, si trasferì col resto dell'Esercito Continentale a New York dove lasciò Greene e gli fu dato il comando di una compagnia di fanteria.
Inviato in Canada come rinforzo dell'esercito di Benedict Arnold impegnato nell'assedio di Québec, giunse giusto in tempo per testimoniare l'arrivo degli 8000 soldati britannici del generale John Burgoyne che sconfissero il tentativo statunitense. Divenne aiutante di Arnold subito prima della ritirata finale e lasciò il Canada con Arnold sull'ultima barca in partenza. Poco dopo lasciò il gruppo di Arnold e divenne aiutante del generale Horatio Gates nell'agosto 1776.
Quando Gates lo mandò al Congresso con dispacci ufficiali riguardo alla vittoria nella battaglia di Saratoga del 1777, Wilkinson fece attendere il Congresso mentre svolgeva affari personali. Quando finalmente si presentò enfatizzò il proprio ruolo nella vittoria, e fu per questo nominato brevetto generale di brigata (nonostante avesse al tempo solo 20 anni) il 6 novembre 1777 e messo a capo del neonato Board of War. La promozione gli fece superare in carriera numerosi colonnelli e causò un tumulto tra gli ufficiali, soprattutto perché dalle parole di Wilkinson sembrava di capire che avesse partecipato alla Conway Cabal, una cospirazione per sostituire George Washington con Horatio Gates come comandante in capo dell'Esercito Continentale. Ben presto Gates ne ebbe abbastanza di Wilkinson ed il giovane ufficiale fu costretto a dare le dimissioni nel marzo 1778. Il 29 luglio 1779 il Congresso lo nominò generale dell'esercito, ma diede le dimissioni il 27 marzo 1781 per la sua "mancanza di attitudine per l'incarico".

## Imprese nel Kentucky
Dopo le dimissioni dall'Esercito Continentale, Wilkinson divenne controvoglia generale di brigata della milizia della Pennsylvania nel 1782 e deputato statale nel 1783, a causa del volere di George Washington. Si trasferì nel distretto del Kentucky nel 1784 e si impegnò per ottenere l'indipendenza dalla Virginia.
Nell'aprile 1787 Wilkinson intraprese un viaggio controverso a New Orleans, allora colonia spagnola. In quel periodo agli americani era consentito di commerciare sul Mississippi, ma solo dietro il pagamento di una pesante tassa. Wilkinson incontrò il governatore spagnolo Esteban Rodríguez Miró e riuscì a convincerlo a permettere al Kentucky di avere il monopolio commerciale lungo il fiume. In cambio promise di promuovere gli interessi spagnoli nell'ovest. Il 22 agosto 1787 Wilkinson firmò una dichiarazione di espatrio e giurò fedeltà al re di Spagna per i propri interessi commerciali. La "cospirazione spagnola", come è conosciuta, fu fatta partire dal "Primo memoriale" di Wilkinson, un rapporto di 7500 parole scritto prima di partire da New Orleans diretto a Charleston, in Carolina del Sud, riguardo all'interesse spagnolo per il "futuro politico dei coloni occidentali" e per convincere la Spagna ad "ammetterci [Kentucky] sotto la sua protezione come vassalli". Era un messaggio cifrato con miriadi di simboli, numeri e lettere decodificato con un complesso cifrario anglo-spagnolo chiamato "Numero 13", che divenne la base del suo pseudonimo, "Agente 13".
Dopo essere tornato in Kentucky nel febbraio 1788, Wilkinson si oppose vigorosamente alla nuova Costituzione degli Stati Uniti d'America. Il Kentucky aveva quasi raggiunto lo status di Stato grazie ai vecchi Articoli della Confederazione, e vi era un generale disappunto quando il processo fu ritardato dalla nuova costituzione.
Guidando la settima convenzione del Kentucky riguardante la separazione dalla Virginia nel novembre 1788, Wilkinson tentò di convincere il Kentucky a cercare l'unione con la Spagna. Wilkinson non era un uomo d'onore, ma la sua abilità a convincere le persone con il proprio carisma e sincerità gli permisero di venire eletto presidente della commissione. Sostenne la necessità per il Kentucky di cercare l'indipendenza dalla Virginia, per poi considerare l'idea di unirsi all'Unione in un secondo momento. Per molti l'annessione all'Unione era condizionata dal diritto di libero commercio sul Mississippi che l'Unione avrebbe dovuto concordare con la Spagna, un punto difficile da ottenere.
Non riuscendo ad ottenere abbastanza sostegno, Wilkinson fece una proposta a Miró. La sua intenzione era quella di concedergli 243 km² nelle terre Yazoo alla confluenza di Yazoo e Mississippi (nei pressi dell'odierna Vicksburg). La terra sarebbe stata il pagamento per lo sforzo di Wilkinson di agire per conto della Spagna, e sarebbe servita anche come rifugio nel caso che lui ed i suoi sostenitori avessero dovuto fuggire dagli Stati Uniti d'America. Wilkinson chiese ed ottenne una pensione di 7000 dollari da Miró e chiese altre pensioni per conto di importanti uomini del Kentucky, tra cui: Harry Innes, Benjamin Sebastian, John Brown, Caleb Wallace, Benjamin Logan, Isaac Shelby, George Muter, George Nicholas ed anche Humphrey Marshall (che ad un certo punto fu acerrimo rivale di Wilkinson).
Nel 1788 Wilkinson aveva apparentemente perso il sostegno degli ufficiali spagnoli. Miró non voleva concedere nessuna delle pensioni chieste, e gli fu vietato di dare denaro per sostenere una rivoluzione in Kentucky. Wilkinson continuò comunque a ricevere segretamente fondi dalla Spagna per molti anni.

## Seconda carriera militare
Nella guerra indiana del Nord-Ovest il colonnello Wilkinson guidò un gruppo di volontari del Kentucky contro i nativi americani ad Ouiatenon nel maggio 1791. Comandò una razzia quello stesso autunno che portò alla battaglia di Kenapacomaqua. Ad ottobre ricevette un incarico da tenente colonnello dell'United States Army, comandante del 2º fanteria.

### Rivalità con Wayne
Quando il governo statunitense riorganizzò l'esercito con la Legione degli Stati Uniti d'America, il presidente Washington dovette affrontare la decisione di chi nominare al comando generale. I due principali candidati furono James Wilkinson ed Anthony Wayne. Alla fine il gabinetto scelse Wayne a causa del sospetto coinvolgimento di Wilkinson con il governo spagnolo. Il gabinetto promosse comunque Wilkinson a generale di brigata dato che Washington sapeva del fragile ego di Wilkinson.
Wilkinson sviluppò una gelosia nei confronti di Wayne, ma mantenne un apparente rispetto per il generale. Quando Wilkinson si rifiutò di partecipare alla festa natalizia di Wayne, questi iniziò ad odiare Wilkinson, considerando il rifiuto una mancanza di rispetto. Wayne condusse la legione contro i nativi nella battaglia di Fallen Timbers nell'agosto 1794. La battaglia fu un notevole successo, ma Wilkinson criticò l'operato del generale solo per porsi in antagonismo con Wayne.
Wilkinson scrisse critiche ufficiali contro il generale ed il suo operato e spedì il tutto al presidente. Dopo aver saputo delle critiche subite, Wayne decise di rispondere, e ordinò un controllo del legame tra Wilkinson e la Spagna. In questo periodo Wilkinson aveva rinnovato l'alleanza segreta con il governo spagnolo (tramite il governatore della Louisiana Francisco Luis Héctor de Carondelet). Quando i messaggeri spagnoli furono intercettati mentre trasportavano il pagamento spagnolo per Wilkinson, i sospetti di Wayne furono confermati e tentò di portare Wilkinson davanti alla corte marziale per tradimento. Wayne subì un'ulcera allo stomaco e morì il 15 dicembre 1796. Nonostante il tradimento quasi confermato, alla morte di Wayne Wilkinson divenne comandante della Legione.

### Guerra Quasi con la Francia
Wilkinson fu trasferito alla frontiera meridionale nel 1798. Durante la crisi della guerra Quasi alla fine degli anni 1790 tra Francia e Stati Uniti gli fu dato il terzo incarico più importante dell'United States Army dietro George Washington ed Alexander Hamilton. Tra gli altri compiti fu incaricato da Hamilton di creare un "Corpo di riserva" di truppe statunitensi nella parte bassa della valle dell'Ohio che avrebbe conquistato il basso Mississippi e New Orleans in caso di guerra con gli alleati franco-spagnoli.
Nonostante la fine della crisi a metà del 1800 e il ritiro di Hamilton dall'esercito, Wilkinson, per motivi sconosciuti, continuò a pianificare la creazione di una base che chiamò "Accantonamento Wilkinson". Situata nell'Illinois meridionale, la base fu operativa da gennaio 1801 alla fine del 1802, quando fu definitivamente abbandonata. Gli archeologi della Southern Illinois University hanno trovato i resti di questo insediamento.
Wilkinson fu comandante generale dell'esercito dal 15 giugno 1800 al 27 gennaio 1812, quando l'ex Segretario alla Guerra Henry Dearborn fu promosso a maggior generale superando in grado Wilkinson.

### Servizio sotto il presidente Jefferson
Wilkinson rimase ufficiale anziano dell'United States Army anche con il presidente Thomas Jefferson. Assieme al governatore William Charles Cole Claiborne, Wilkinson condivise l'onore di prendere possesso dell'Acquisto della Louisiana per conto degli Stati Uniti d'America nel 1803. In questo periodo Wilkinson rinnovò la losca relazione con gli ufficiali coloniali spagnoli, offrendo loro consigli su come limitare l'espansionismo statunitense in cambio della restaurazione della sua pensione. Tra le altre cose Wilkinson comunicò agli spagnoli l'obiettivo della spedizione di Lewis e Clark.

### Legami con Aaron Burr
Nel 1804-1805 intrattenne comunicazioni con Aaron Burr riguardo alla cospirazione di Burr tesa alla creazione di una nazione indipendente nell'ovest. Alcuni membri del gabinetto di Jefferson in seguito sostennero che Wilkinson era la mente che stava dietro il complotto di cui fu accusato Burr. Altri, fra cui lo scrittore Theodore Crackel, avvocato del diavolo di Wilkinson, sostennero l'innocenza di Wilkinson definendolo il capro espiatorio per la reputazione di Aaron Burr.
Nel 1805, dopo l'acquisto della Louisiana, il presidente Thomas Jefferson nominò Wilkinson governatore del territorio della Louisiana settentrionale nonostante l'alto grado militare. Si trattava di una cosa inusuale: Jefferson aveva concesso un'incredibile quantità di potere ed autorità. Wilkinson mandò Zebulon Pike in una spedizione a sudovest nel 1805 e 1806 alla scoperta della sorgente del Mississippi.
Capendo la mancanza di sostegno per la sua nuova nazione con Burr, Wilkinson rivelò il piano di Burr a Jefferson, facendolo poi arrestare dai suoi uomini. Wilkinson testimoniò al processo Burr, sostenendo la pubblica accusa contro di lui. Questo convinse il presidente James Madison ad ordinarne la corte marziale nel 1811, la quale lo condannò il 25 dicembre 1811.

### Guerra anglo-americana
Wilkinson fu promosso maggior generale durante la guerra anglo-americana il 2 marzo 1813. Quello stesso anno Wilkinson guidò l'occupazione di Mobile nella Florida occidentale spagnola. Fu poi dislocato sul fiume San Lorenzo dopo il trasferimento di Henry Dearborn. Wilkinson intraprese due fallimentari campagne (la battaglia di Crysler's Farm e la seconda battaglia di Lacolle Mills (1814)). Fu poi tolto dal servizio attivo, ma assolto da una corte inquisitoria. Fu rimosso dall'esercito il 15 giugno 1815. Nel 1816 Wilkinson pubblicò Memoirs of My Own Times nel tentativo di pulire la propria reputazione.

## Vecchiaia
Nel 1821 Wilkinson visitò il Messico dopo una concessione terriera ottenuta in Texas. Mentre aspettava l'approvazione governativa del suo progetto per il Texas, Wilkinson morì a Città del Messico dove fu anche sepolto.
Il coinvolgimento di Wilkinson con gli spagnoli (Agente 13) era molto sospetto già quando era in vita, ma non fu dimostrato fino al 1854, quando lo storico della Louisiana Charles Gayarré pubblicò la corrispondenza del generale statunitense con Rodríguez Miró, governatore spagnolo della Louisiana. Altri storici avrebbero poi aggiunto altre attività ai tradimenti di Wilkinson.
Secondo il biografo di Burr David O. Stewart, Wilkinson fu duramente condannato dalla stampa del governatore di New York Theodore Roosevelt circa 65 anni dopo i fatti, con il giudizio: "In tutta la nostra storia, non esiste un personaggio più spregevole".

## Retaggio
Lo storico Robert Leckie lo descrive come "un generale che non vinse mai una battaglia né perse una corte marziale". Secondo lo storico Frederick Jackson Turner fu "il più consumato artista del tradimento che la nazione abbia mai avuto". Temple Bodley, biografo di George Rogers Clark, disse di Wilkinson: "Aveva un considerevole talento militare, ma lo usava solo per un guadagno personale".
La periferia di Frankfort (Kentucky) fu creata dalla terra di proprietà di Wilkinson. Fu lui a progettarne l'aspetto ed una strada principale, che corre lungo la storica Liberty Hall, prende da lui il nome. La contea di Wilkinson (Georgia) prende il suo nome. Una targa in pietra sul tribunale fornisce una breve biografia del generale e conferma che si deve a lui il nome della contea. Anche la contea di Wilkinson in Mississippi prende il suo nome.
Wilkinson è uno dei personaggi principali del romanzo To the Ends of the Earth: The Last Journey of Lewis and Clark di Frances Hunter (2006 - ISBN 0-9777636-2-5), nel quale trascina l'esploratore Meriwether Lewis in una cospirazione per separare i territori occidentali dagli Stati Uniti d'America. Wilkinson appare anche come personaggio principale nel romanzo di Janice Holt Giles intitolato The Land Beyond the Mountains.